# La Dernière Aventure du prince Curaçao
Pour plus de détails, voir Fiche technique et Distribution.
La Dernière Aventure du prince Curaçao est un film muet français réalisé par Georges Denola, sorti en 1912.
Il s'agit d'une adaptation du roman d'Oscar Méténier et Delphi-Fabrice, publié par les éditions Albin Michel en 1910.

## Fiche technique
- Titre : La Dernière Aventure du prince Curaçao
- Réalisation : Georges Denola
- Scénario : d'après le roman de Oscar Méténier et Delphi-Fabrice (1910)
- Photographie :
- Montage :
- Producteur :
- Société de production : Société cinématographique des auteurs et gens de lettres (S.C.A.G.L)
- Société de distribution :  Pathé Frères
- Pays d'origine :  France
- Langue : film muet avec les intertitres en français
- Format : Noir et blanc — 35 mm — 1,33:1 — Muet
- Genre : Comédie dramatique
- Métrage : 360 mètres
- Durée : 12 minutes
- Dates de sortie :
  -  France : 26 avril 1912

## Distribution
- Robert Hasti : Charles Auguste de Zélande, dit le prince Curaçao
- Andrée Pascal : Pompette
- Carmen Deraisy : Pamela
- Émile Mylo : : Adolphe
- Dominique Bernard-Deschamps
- Léon Bélières
- Herman Grégoire
- Paul Landrin